# Diecezja Portalegre-Castelo Branco
Diecezja Portalegre-Castelo Branco (łac. Dioecesis Portalegrensis-Castri Albi) – diecezja Kościoła rzymskokatolickiego w Portugalii. Należy do metropolii lizbońskiej. Została erygowana 2 kwietnia 1550 jako diecezja Portalegre. W 1956 dołączono do nazwy drugi człon „-Castelo Branco”